# Kirkmichael, South Ayrshire
Kirkmichael är en by i South Ayrshire, Skottland. Byn är belägen 5 km 
från Maybole. Orten har 647 invånare (1991).